# 한국잠종협회
한국잠종협회는 잠종업의 개량발전과 회원 복리증진을 도모함으로써 잠사업의 진흥에 기여함을 목적으로 1961년 12월 6일 설립된 대한민국 농림수산식품부 소관의 사단법인이다. 사무실은 서울특별시 영등포구 여의도동 17-9, 잠사회관 내에 있다.

## 주요 사업
- 우량 잠종제조에 관한 기술과 경영향상을 위한 조사연구, 강습회 개최
- 잠종의 생산비조사 및 적정가격의 협정
- 잠종생산에 필요한 물자의 공동구입 및 잠종수출, 판매 알선
- 잠종생산자금 공동 융자알선
- 농림수산식품부장관의 지시에 의한 사업
- 기타 본회의 목적달성에 필요한 사업 및 부대사업